# Леонардо Куельяр
Леонардо Куельяр (ісп. Leonardo Cuéllar, нар. 14 січня 1952, Мехіко) — мексиканський футболіст, що грав на позиції півзахисника, зокрема, за клуб «УНАМ Пумас», а також національну збірну Мексики. По завершенні ігрової кар'єри — тренер.

## Клубна кар'єра
У дорослому футболі дебютував 1972 року виступами за команду «УНАМ Пумас», в якій провів сім сезонів. У сезоні 1976/77 допоміг команді вибороти титул чемпіонів Мексики.
1979 року перебрався до США, де грав за «Сан-Дієго Сокерс», згодом також на батьківщині захищав кольори «Атлетас Кампезінос».
Завершував ігрову кар'єру у США, у команді «Голден-Бей Ерзквейкс», за яку виступав протягом 1982—1984 років.

## Виступи за збірну
1973 року дебютував в офіційних матчах у складі національної збірної Мексики. Протягом наступних дев'яти років, провів у її формі 38 матчів, забивши три голи.
Зокрема 1978 року у складі збірної був учасником тогорічного чемпіонату світу в Аргентині, де взяв участь у всіх трьох матчах групового етапу, який мексиканці подолати не змогли, програвши в усіх іграх.

## Кар'єра тренера
1998 року очолив тренерський штаб жіночої збірної Мексики. Працював з жіночою національною командою протягом майже двох десятиріч, до 2016 року. За цей період виводив команду на три чемпіонати світу серед жінок — 1999, 2011 та 2015 років. Щоправда на жодній із цих світових першостей підопічні Куельяра не змогли подолати груповий етап.

## Титули і досягнення
- Чемпіон Мексики (1):

«УНАМ Пумас»: 1976/77
- Володар Кубка Мексики (1):

«УНАМ Пумас»: 1975
- Переможець Чемпіонату націй КОНКАКАФ: 1977
- Бронзовий призер Чемпіонату націй КОНКАКАФ: 1973